# Berdsk
Berdsk (russisch Бердск) ist eine Stadt mit 97.296 Einwohnern (Stand 14. Oktober 2010) in der Oblast Nowosibirsk in Russland. Sie liegt etwa 30 km südlich der Gebietshauptstadt Nowosibirsk, an der Mündung des Flusses Berd (russisch Бердь) in den Ob (russisch Обь). Die nächstgelegene Stadt ist Iskitim, 18 km südöstlich von Berdsk.

## Geschichte
Das genaue Entstehungsdatum der Stadt ist nicht bekannt; die Entstehung einer ersten Siedlung an dieser Stelle wird in den Jahren 1713 bis 1718 vermutet, als die gen Osten vorrückenden Russen eine Festung (sogenannten Ostrog) errichteten. Somit ist Berdsk deutlich älter als die viel bekanntere Hauptstadt der Oblast Nowosibirsk. Auch der Ursprung des Ortsnamens ist nicht genau bekannt, könnte aber möglicherweise der tatarischen Sprache entnommen sein.

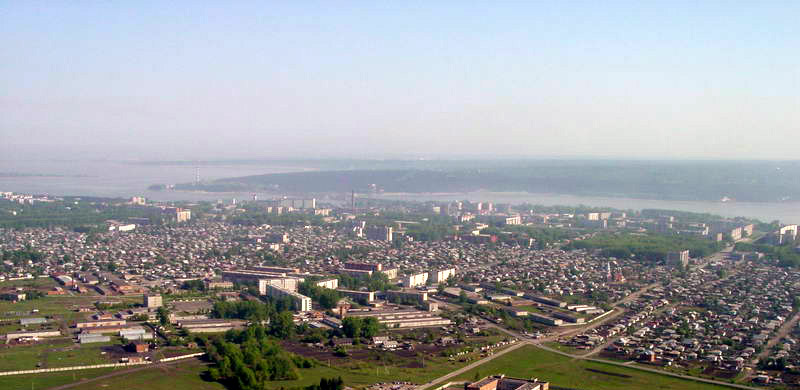
Stadtpanorama

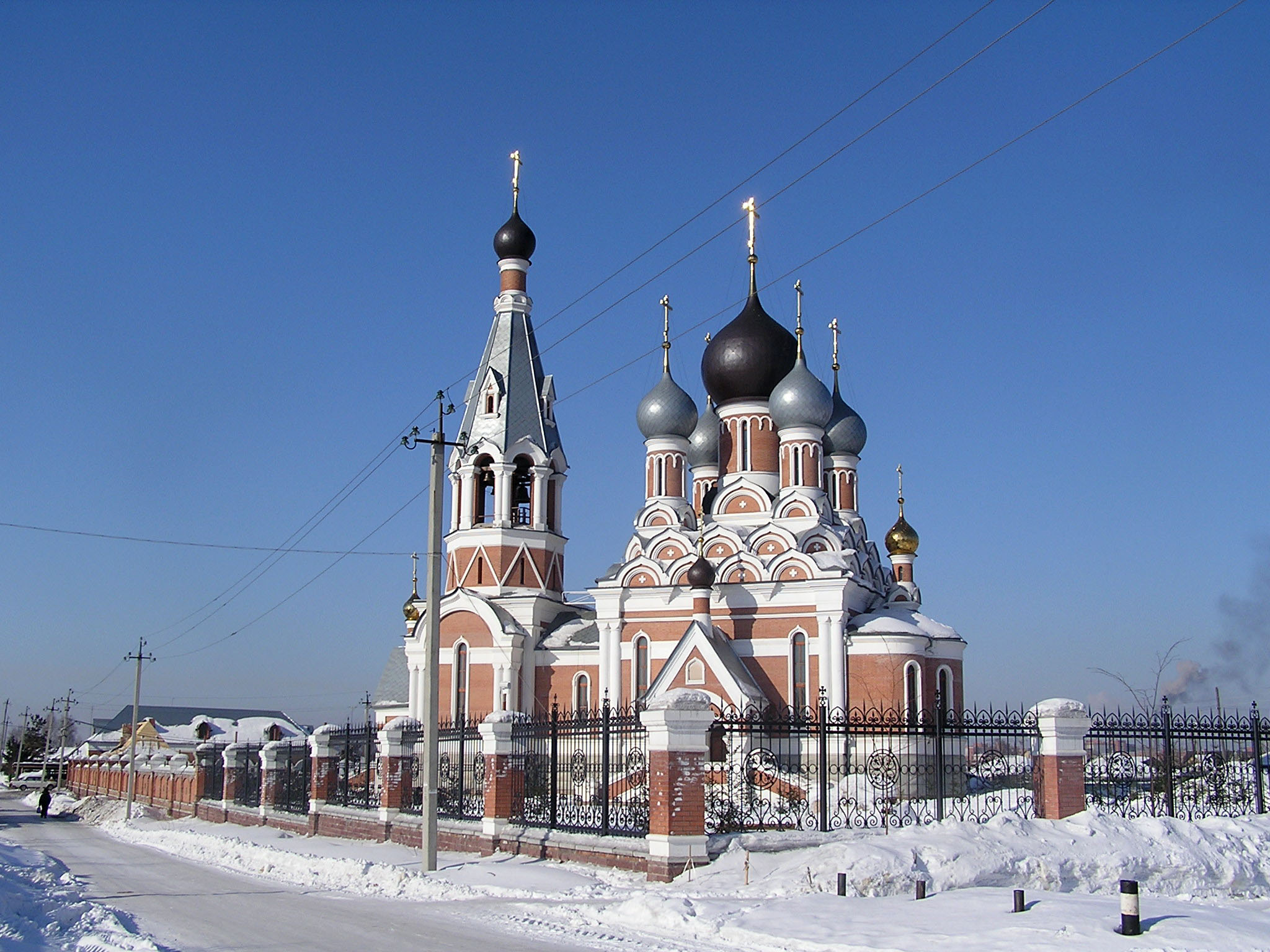
Die Berdsker Verklärungskathedrale

Zu der rein militärischen Nutzung der Festung kam schon im 18. Jahrhundert reger Handel, der von zugezogenen Siedlern aus dem europäischen Russland vorangetrieben wurde. Dies wurde auch durch die Lage des Ostrogs zwischen den Metropolen Omsk, Tomsk und Kusnezk sowie an der Straße nach Moskau begünstigt. Es bildete sich an Stelle der ehemaligen Festung eine als Possad bezeichnete Händler- und Handwerkersiedlung, die zeitweise den Namen Kolywan (Колывань) innehatte und Ende des 18. Jahrhunderts sogar zum Hauptort eines eigenständig gebildeten Gouvernements erklärt wurde. Sehr bald wurde jedoch die Weiterentwicklung des Possads verworfen, unter anderem da man hier größere Überschwemmungen des Ob befürchtete. Berdsk wurde dem Gouvernement Tobolsk angegliedert und verlor jegliche wirtschaftliche Bedeutung. Im 19. Jahrhundert war es ein Dorf, das vor allem für die Getreideverarbeitung und Landwirtschaft eine Rolle gespielt hatte.
Eine neue Entwicklung bekam der Ort erst in den 1950er-Jahren, wenige Jahre nach der 1944 erfolgten Verleihung des Stadtstatus. Durch den Bau des Wasserkraftwerks bei Nowosibirsk und die resultierende Bildung des Nowosibirsker Stausees unterhalb der Stadt musste Berdsk umgesiedelt werden. Aus diesem Grund wurden die Gebäude zwischen 1954 und 1957 um etwa acht Kilometer an eine neue Stelle versetzt. Heutzutage befindet sich nur ein kleiner Stadtteil an der Mündung der Berd in den Ob, der Kern und die übrigen Teile von Berdsk sind nicht direkt am Ufer. Durch die Umsetzung der Stadt sind auch alle historischen Bauwerke aus dem 18. und 19. Jahrhundert verloren gegangen.

### Bevölkerungsentwicklung
| Jahr | Einwohner |
| ---- | --------- |
| 1939 | 11.018    |
| 1959 | 29.021    |
| 1970 | 53.162    |
| 1979 | 67.336    |
| 1989 | 79.252    |
| 2002 | 88.445    |
| 2010 | 97.296    |

Anmerkung: Volkszählungsdaten

## Wirtschaft und Verkehr
In der Sowjetzeit wurde die Industrie von Berdsk im Wesentlichen durch drei Großwerke – ein Radiowerk, eine Elektromechanik-Fabrik und ein Chemiewerk – symbolisiert. Die letzten beiden haben den wirtschaftlichen Zusammenbruch nach der Auflösung der Sowjetunion erfolgreich gemeistert. Hinzu kommen einige Unternehmen aus der Lebensmittelindustrie.
Mit den nördlich gelegenen Akademgorodok, Nowosibirsk sowie anderen Städten ist Berdsk sowohl durch eine Fernstraße (M52 von Nowosibirsk bis in die Republik Altai) als auch durch eine Eisenbahnlinie (Streckenabschnitt Nowosibirsk–Barnaul) verbunden.

## Museen
- Museum für Eisenbahntechnik Nowosibirsk

## Söhne und Töchter der Stadt
- Artjom Owetschkin (* 1986), russischer Straßenradrennfahrer
- Bonnie Strange (* 1986), deutsche Moderatorin, Model, Modedesignerin und Sängerin
- Irina Kasakewitech (* 1997), russische Biathletin